# Паталипутра
Древняя Патна, носившая название Паталипутра (санскр. पाटलिपुत्र, IAST: Pāṭaliputra, пали Pātaliputtā), была столицей империй Нанда, Маурьев, Шунга и Гуптов и величественным городом и чудом того времени. Она была расположена у места слияния Ганга с Соном.

## История
Город был построен царём Аджаташатру в середине V века до н. э. Паталипутра охватывала территорию площадью 16 км². В скором времени город превратился в центр культуры и ремесла в Северной Индии. Паталипутра была также знаменитым центром образования и изобразительных искусств.
Её население при Маурьях (около 300 г. до н. э.) составляло около 400 000 человек.
К концу правления Гуптов Паталипутра переживала упадок.